# María de las Mercedes Barbudo
María de las Mercedes Barbudo, född 1773, död 1849, var en puertoricansk hjältinna ur självständighetsrörelsen. 
Hon var verksam som affärsidkare och långivare och höll en litterär salong. Hon upprätthöll en politisk korrespondens mellan självständighetsrörelsen på ön och Venezuela. Hon greps 1824 och utvisades till Kuba.